# سماق
السُّمَّاقُ أو التَّألَب (باللاتينية: Rhus) جنس نباتي من الفصيلة البطمية يضم حوالي 250 نوعًا.

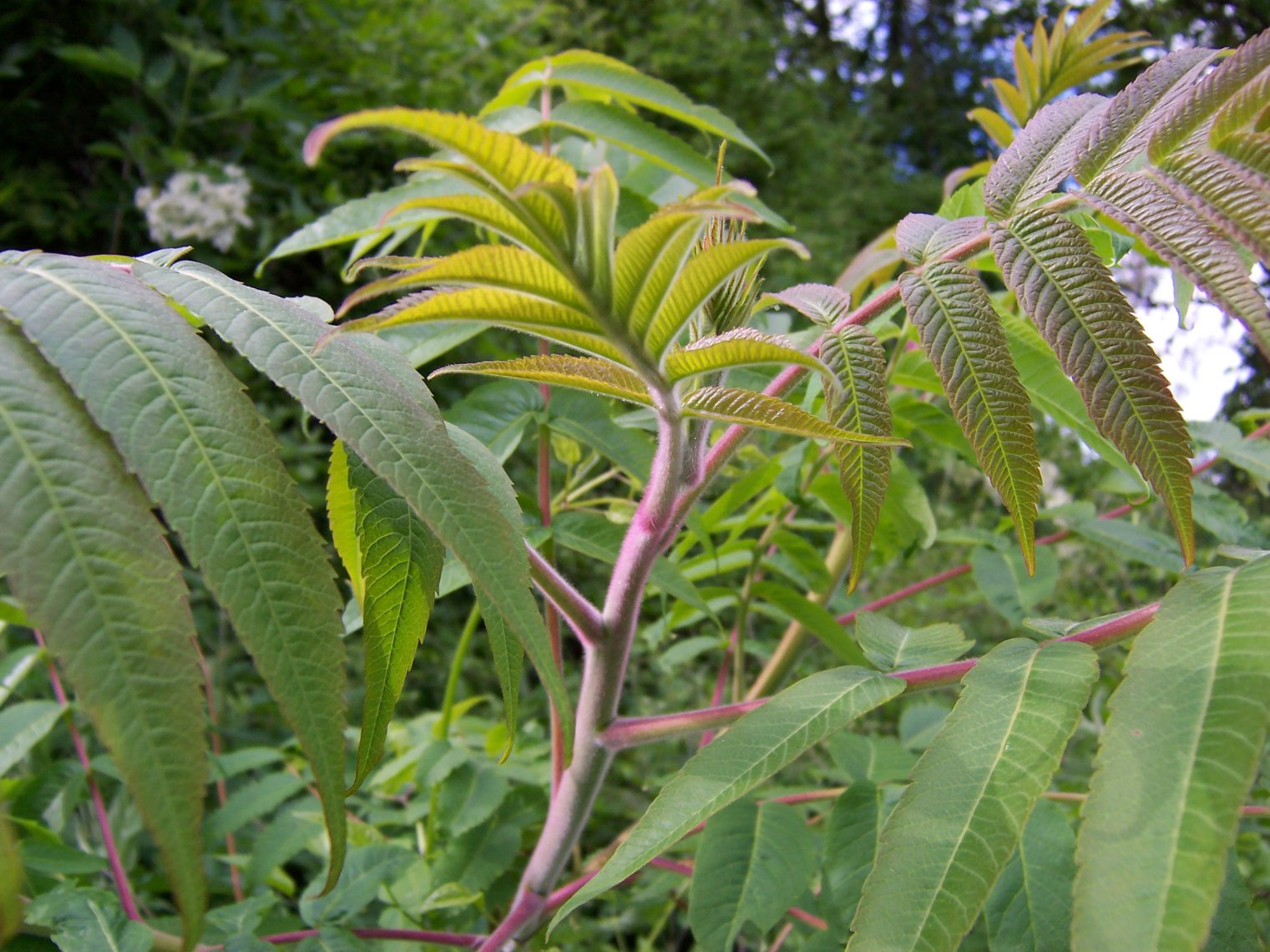
سماق منفوش

## من أنواعه

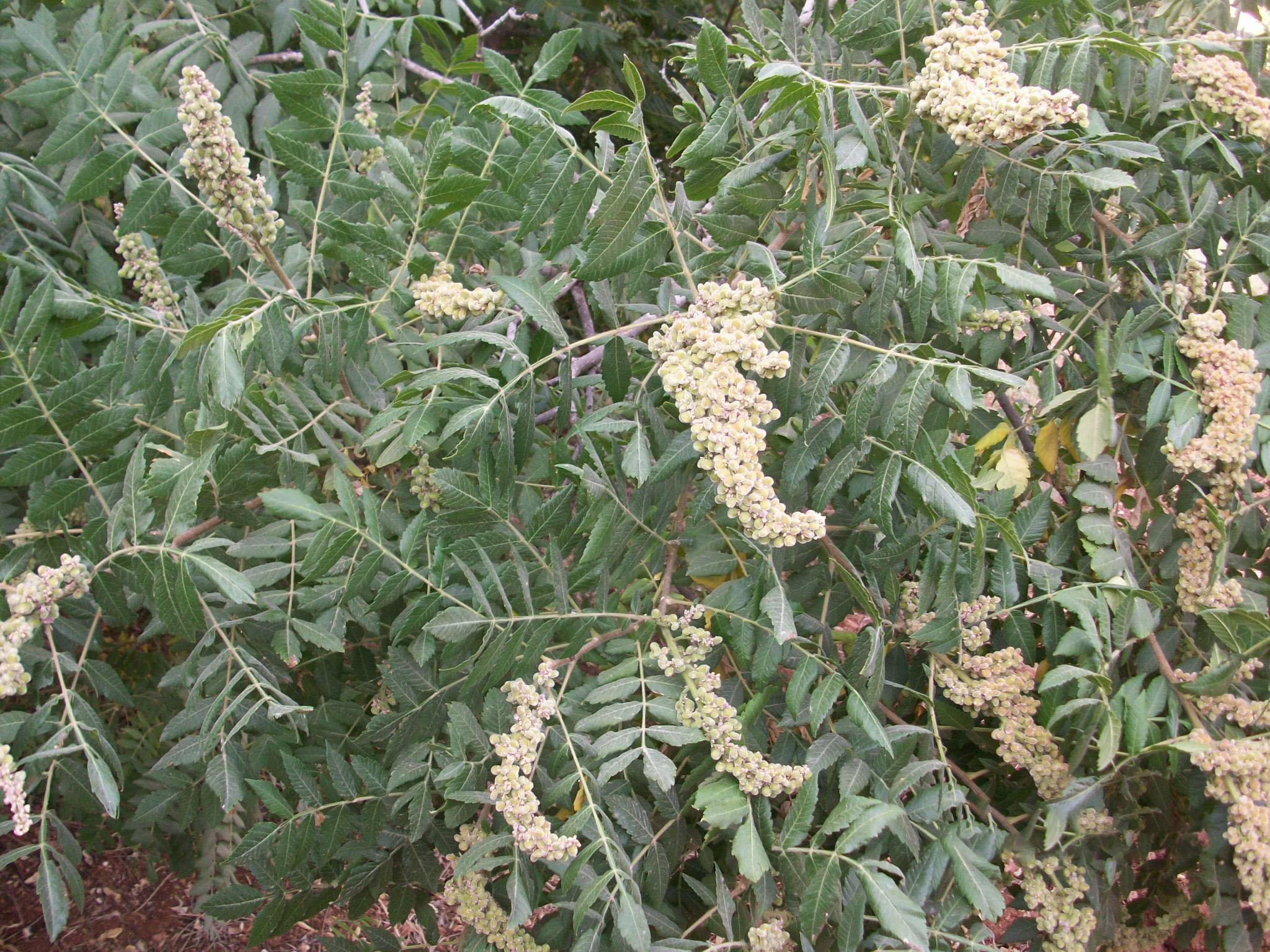
ثمار السماق قبل نضوجها في فلسطين

- السماق الجاوي (باللاتينية: Rhus javanica)
- سماق الدباغين (باللاتينية: Rhus coriaria)
- السماق طويل الأوراق (باللاتينية: Rhus angustifolia)
- السماق المنفوش (باللاتينية: Rhus typhina)

## الوصف النباتي
النبات شجيرة صغيرة يصل ارتفاعها إلى ثلاثة أمتار، قليلة التفرع، وأوراقها متناوبة مركبة ريشية الشكل، والوريقات بيضوية مسننة الحافة حادة النهاية، والنورة سنبلة كثيفة، والأزهار صغيرة خضراء مبيضة اللون وغير جميلة، والثمار صغيرة تغطيها شعيرات كثيفة غدية وتحوي بذرة واحدة. يزهر في بداية الصيف وتنضج ثماره في شهري آب وأيلول. وينتشر على الجبال الساحلية.
تعتبر أوراق السماق مصدراً هاماً للعفصين (بالإنجليزية: Tannin)‏، إذ تحتوي على التانيدات بنسبة 25 - 33 % من الوزن الجاف، وتتكون التانيدات من التانين بنسبة 15 % وحمض الغال رباعي السكر وإيترمتيلي لحمض الغال وحمض الغال وحمض الغال الحر، كما تحتوي على مواد فلافونوئيدية (ميريسيترين myricuitrine وفوستين). يستعمل التانين كمادة قابضة ومطهرة ومضادة للالتهابات كما يستعمل بشكل محاليل أو مراهم في الحروق والقرحات. ويستعمل داخلا في حالات التهاب الجهاز الهضمي، وتعطى محاليله في حالات التسمم بالقلويدات وأملاح المعادن الثقيلة.

## السماق في الطبخ
يضاف السماق إلى بعض الأطباق العربية المعروفة مثل الكباب والفلافل والمسخن وكذلك السلطة والحمص.
يعتبر السماق من النباتات الاقتصادية المفيدة، فله استعمالات طبية وصناعية وعطرية وتزيينية. وبالمقابل له بعض المضار.

## البيئة ومناطق الانتشار والموسم
عرف السماق على سطح المعمورة، منذ غابر العصور، بحيث وجدت ثماره محفوظة بشكل مستحاثات، منذ الدور الحواري المتوسط، أما في عهدنا الحالي، فقد وجد من السماق ما يقارب من 120 نوعاً، منتشرة تلقائياً في الأراضي الكلسية الجافة، أو الطينية الكلسية، والرملية – الكلسية، من المناطق الحارة، وماتحت الاستوائية والمعتدلة المحيطة بحوض البحر الأبيض المتوسط جنوب فرنسا: (القسم السفلي والوسطي من جبال الإلب الساحلية)، جنوب إيطاليا (صقلية)، شمال أفريقيا (مصر والجزائر)، غرب آسيا: سيناء، الأردن وفلسطين وخاصة في منطقة سلفيت، جنوب لبنان وسوريا في الشمال: قرب الحدود السورية التركية (عفرين)، وفي الشمال الغربي (صلنفة، كسب، البسيط، اللاذقية، والأمانوس، الخ) وفي الشرق والشمال الشرقي: (حمص، حماه، إدلب، الفرات) وفي الوسط (ضواحي دمشق، دوما، التل، جبال القلمون، جبعدين التواني ومعلولا ويبرود) وأخيراً في الجنوب، حيث نجده بكثرة في محافظة السويداء (جبل العرب، تل كليب، تل الأحمر، والشهبا..الخ).
مما سبق نستنتج أن السماق متكيف للعيش في بيئات مختلفة: فنجده في الأماكن المحجرة، وحول البساتين كسياج ومصد الريح، وعلى حواف الأخاديد والسواقي، وعلى التلال والصخور البحرية، وفي الحراج الصنوبرية، اعتباراً من كعب الجبال وحتى ارتفاع 120-800 م وأحياناً 1800 م، وقد نعثر عليه في البادية والصحراء..الخ.

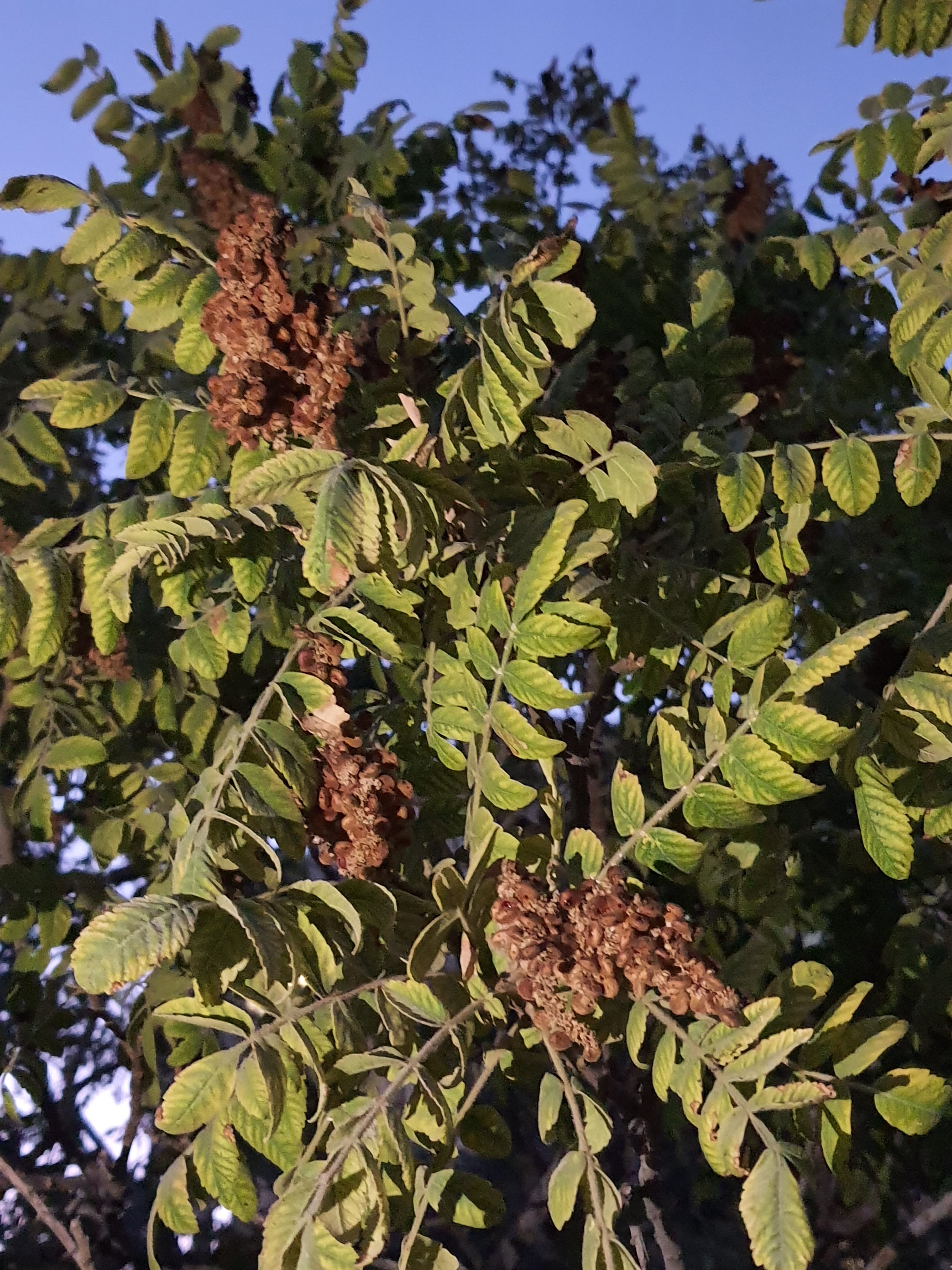
شجرة سماق ويظهر عليها الثمار بعد نضوجها

السماق نبات ربيعي، صيفي، خريفي، يمتد نموه من شباط – تشرين الثاني هذا ويمكن أن يزرع كنبات اقتصادي في البيئة والظروف الملائمة، كسوريا التي تزرع سماق الدباغين في جهات القلمون بعليا.
أما فرنسا فقد قامت بزراعة أنواع من السماق الاستوائية الاقتصادية: الصناعية منها والتزيينية، حيث تأقلمت فيها بسهولة.
== كيفية زراعة السماق في سوريا == بعد أن تجهز أرضه، تحفر له حفراً بأبعاد 2 × 2.5 م حيث تغرس فيها الفسائل بأن يبقى منها 15 سم خارج التراب، ثم تحاط الفسيلة بكومة من الحجارة لمنع الشمس وأذى الحيوانات عنها. أما أهم أنواع السماق في حوض البحر الأبيض المتوسط، وخاصة السورية منها: 1. سماق الدباغين، سماق الخل...الخ Rhus coriaria L. 2. سماق الصباغين، السماق السوري، السماق القطني، البقص، ، الخ Rhus cotinus L. 3. السماق الشوكي، سماق اللك، عرن..الخ Rhus tripartite Urc. تفسير الاسم الأجنبي:

## الوصف النباتي
تكون بشكل أشجار أو شجيرات صمغية – راتنجية تعيش في نفس الشروط البيئية، حيث تنمو تلقائياً، في الأراضي الكلسية الجافة من المناطق الحارة، وما تحت الاستوائية والمعتدلة، المحيطة بحوض البحر الأبيض المتوسط.
تعني كلمة Rhus باليونانية "أحمر"، وهذا إشارة إلى اللون الأحمر لأوراق أزهار وثمار السماق عند النضج.
تختلف المواصفات النباتية، بالنسبة لأنواع السماق، وسندرس منها المحلية السورية، ونستعرض الأخرى التي تنمو خارج البحر الأبيض المتوسط.

### الجذر
يتكاثر السماق جنسياً بالبذور، التي تنمو في الربيع في الظروف المناسبة، وتعطي نحو الأسفل جذوراً قوية، ونحو الأعلى ساقاً أصلية هوائية. وبالتالي يتكاثر السماق خضرياً بالتفريخ، بحيث يظهر على طول جذوره الممتدة بعيداً، ومن مسافة لأخرى براعم جانبية عرضية، تعطي كل منها نحو الأعلى ساقاً طارئة هوائية والمسماة بالشطء أو الفرخ Regeton فبهذه الطريقة واعتباراً من بذرة واحدة ينشأ جملة من الإشطاء، التي كثيراً ما نجد بعضها بعيداً عن الساق الأصلية، وبذلك يغطي السماق مساحات واسعة، خلال فترة وجيزة من الزمن.

### الساق
تمتد الساق الأصلية والأشطاء نحو الأعلى، التي تبلغ طولها من 1-5 م في سماق الدباغين، ومن 1-4 م في سماق الصباغين، وفي السماق الشوكي تتراوح ما بين 1-2 م، وقد تصل حتى 10 م في أنواع أخرى من السماق غير المحلية كالسماق الطلائي Rhus Vernicifera D.C. وسماق تيفينا Rhus Typhina L. تكون الساق قوية متخشبة بلون بني فاتح محمر أو قاتم مسود، مستقيمة أو ملتوية قليلاً، وتتوج بحزمة من الفروع، التي تكون في بدء تكوينها لينة وبلون أخضر محمر، ثم تتصلب وتتخشب، وتتفرع بدورها إلى فروع رفيعة، كما في سماق الدباغين والصباغين، هذا وتجهز كامل الفروع الملتوية بأشواك كما في السماق الشوكي أو القسم العلوي منها كما في سماق الدباغين.
وأخيراً قد تكون الساق زاحفة أو مستلقية، كما هو الحال في السماق السام ذي الأصل الأمريكي Rhus Toxicodendron L. والذي زرع وتأقلم في الحدائق العامة في فرنسا، فبعض فروعه المعروفة بالأوتاد Stolons تساهم أيضاً في التكاثر الخضري، وذلك بأن تلامس التربة، وحذاء عقد موزعة على طولها، تنشأ حزمة من الجذور الضامة نحو الأسفل، التي تثبت وتتأصل في التربة. وبالتالي تعطي نحو الأعلى ساقاً، وهذا مما يكسب هذا النوع من السماق شكلاً تزيينياً جميلاً.

### الأوراق
في بداية الربيع، تكون أوراق سماق الصباغين بلون أخضر مزرق أو مسود، قاتم من الوجهين، أما في الخريف فتأخذ ألواناً مختلفة بين البني الآجري والأحمر، وهذا مما يكسبها شكلاً تزيينياً جميلاً.
وقد تكون الأوراق في السماق مركبة من 3-25 وريقة، متباينة الأشكال فورقة السماق الشوكي تشبه لحد كبير أوراق الزعرور الثلاثية الفصوص، فهي مذيلة ومركبة من 3 وريقات لاطئة، بيضوية أو مثلثية الشكل، متوجة بأسنان في ثلثها العلوي، أما في السماق السام، فالوريقة مذيلة ومركبة من 3 وريقات كبيرة، قلبية الشكل، تتوسطها عصيبة أساسية ظاهرة، تتفرع عنها بشكل ريشي جملة من العصيبات الثانوية، وأخيراً قد تصبح الورقة المركبة طويلة ريشية وتربة، تبلغ 50-60 سم في السماق الطلائي و16-18 سم في سماق الدباغين.
أما عدد وشكل وريقاتها فهو متفاوت، فورقة السماق الطلائي تضم من 7-13 وريقة، بيضوية حادة بطول 15 سم وعرض 7 سم، أما ورقة سماق الدباغين وتيفينا فهي تضم 7-15 وريقة، متقابلة ولاطئة، تتوسطها عصيبة أساسية بارزة، تتفرع عنها بوضع ريشي جملة من العصيبات التالية، أما الوريقة في سماق الدباغين فهي بيضوية متطاولة، مسننة كالمنشار، وهي دائمة الخضرة في حين أن وريقة سماق تيفينا فهي كاملة متطاولة أو رمحية الشكل.

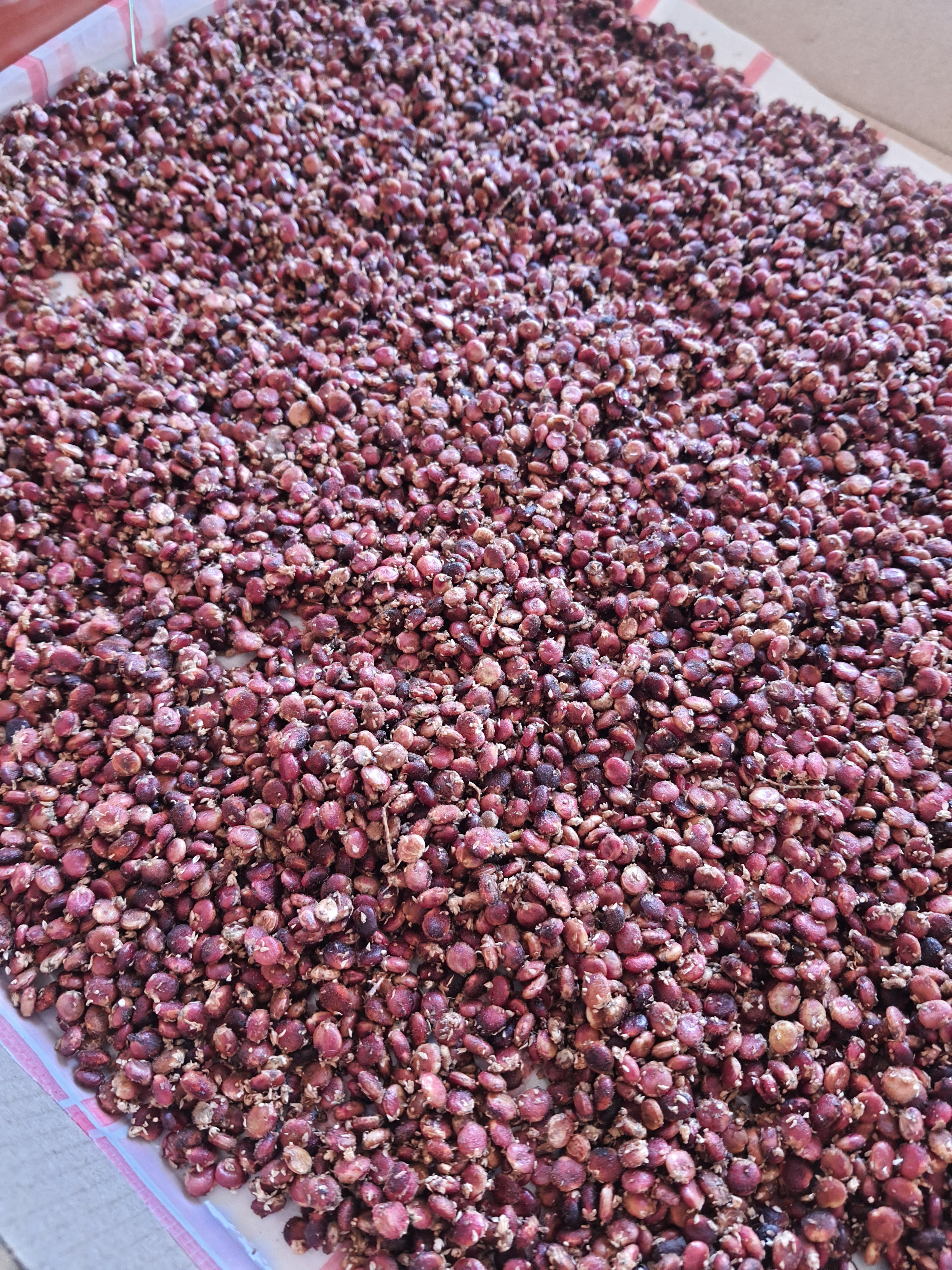
حبوب السماق الناضجة التي يتم طحنها لاستخدامها في الطهي

### التكاثر
النورات: يزهر سماق الصباغين في حزيران – آب، وسماق الدباغين ما بين أيار حزيران، أما السماق الشوكي، فهو يبدي نوراته أثناء آذار – حزيران. قد يكون السماق وحيد المسكن Monoique عندها تكون جميع أزهاره خنثى Hermaphrodites كما في سماق الصباغين، أو تجتمع الأزهار الذكرية والأنثوية في عنقود واحد كما في سماق الدباغين.
وقد يكون السماق ثنائي المسكن Dioique بحيث أن أزهاره الذكرية منها على قدم والأنثوية على أخرى.
تجتمع الأزهار وتؤلف بصورة عامة نورات عنقودية نهائية (بالفرنسية: Grappe Terminale)‏ وهي قصيرة في السماق الشوكي، أو بشكل شمراخ زهري مخروطي، منتصب وكثيف كما في سماق الدباغين، أو بهيئة عثكول Panicule هرمي كما في سماق تيفينا، وقد يتعشب العثكول إلى عدد من الفروع المسترخية، والمدلاة نحو الأسفل كما هو الحال في سماق الصباغين.
الزهرة:
وتكون مجهزة بقنيبة واحدة Bracteole في سماق الصباغين، وثلاث قنيبات في سماق الدباغين. أما الحوامل الزهرية فقد تكون جرداء ومثمرة ولا تنمو بعد الأزهار، كما في سماق الصباغين. وأخرى قد تصبح موبرة، وينتهي بعضها بثمرة، ولاتنمو بعد الأزهار، كما في سماق الصباغين أما أغلبها فتكون عقيمة، والتي تغدو ريشية، ويختلف لونها حسب مرحلة النضج بين البني والزهر والبنفسجي، وهذا يكسبها شكلاً تزيينياً جميلاً.
تكون الأزهار في سماق الصباغين جرداء، وفي سماق الدباغين نوعاً ما موبرة، أما في سماق تيفينا فهي مستورة بأشعار خمرية اللون، تكون زهرة السماق عادة صغيرة جداً، كروية الشكل، منتظمة وخنثى، نادراً ما تكون رباعية، وغالباً خماسية، ولاسيما في أنواع السماق السورية، وهي تخضع للقانون الزهري الآتي:
5 ك + 5 ت + 5 ط + (3م)
أ - الغلاف الزهري: وهو مخضر في سماق الدباغين، ومصفر في سماق الصباغين ويتألف من :
1- الكأس: وهو يضم 5 أوراق كأسية دائمة.
2- التويج: وهو يضم 5 أوراق تويجية متبادلة مع الأوراق الكأسية.
ب- الطلع: ويشتمل على 5 أسدية، متبادلة مع الأوراق التويجية وترتكز والغلاف الزهري، على قرص حجابي الشكل، الذي يستند بدوره على تخت الزهرة وينتهي خيط السداة بمئبر بيضوية، الذي يحتوي على غبار الطلع.
ج- المتاع: ويتألف من مبيض سفلي سائب، ويشتمل على 3 أخبية، تلتحم فيما بينها، بحيث تحدد مسكناً واحداً، الذي يضم بويضة واحدة، معلقة بحبلها السري من أعلى، مدلاة نحو الأسفل Ovule Eqitrope يعلو المبيض 3 أقلام قصيرة ومدببة، التي تصبح لاطئة في بعض أنواع السماق، ويتوج كل منها بميسم كروي.
د- الثمرة: حسلة وتقمع بالكأس الدائم، وهي شبه كاملة في سماق الدباغين أي أنها مركبة من:
1- غلاف الثمرة: وهو رقيق ومستور بأوبار غدية حامضة.
2- لب الثمرة: وهو القسم اللحمي منها.
3- النواة: وهي عظيمة، وتضم بذرة واحدة، عديمة الألبومين.
أما في سماق الصباغين فالثمرة النووية الناقصة، جافة وغير لحمية، أي أنها مقتصرة على النواة، التي تشتمل على بذرو واحدة مثلثية.
ومن حيث شكل الثمرة فهي: كلوية مسطحة وموبرة في سماق الدباغين وقلبية مضغوطة معرقة وجرداء، في سماق الصباغين. يكون لون الثمار عند النضج، بني محمر، لدى سماق الدباغين وأسمر لامع عند سماق الصباغين وبين الأخضر – الأصفر لدى السماق السام والطلائي.